# Effetto Lussemburgo
In radiofisica l'effetto Lussemburgo noto anche come effetto Lussemburgo—Gor'kij (dal nome di Radio Luxembourg e dalla città di Gor'kij (Nižnij Novgorod) è un fenomeno di intermodulazione fra due onde radio, una delle quali è forte, le quali passano attraverso il medesimo mezzo, specificamente una regione conduttiva dell'atmosfera o di un plasma. L'attuale teoria su tale effetto sembra essere quella che la conduttività della ionosfera è interessata dalla presenza di forti onde radio. L'energia di un'onda radio che rimbalza dalla ionosfera verso un punto lontano dipende da questo livello di conduttività. Quindi se la stazione "A" irradia in ogni direzione un forte segnale radio modulato in ampiezza, una parte di esso modula la conduttività della ionosfera al di sopra della stazione. Inoltre se una stazione "B" sta altresì trasmettendo un segnale modulato in ampiezza da un'altra località, la parte del segnale della stazione "B" che passa attraverso la ionosfera disturbata dalla stazione "A" ad un ricevitore in linea con entrambe le stazioni, può avere la sua energia modulata dal segnale della stazione "A" anche se esse sono ampiamente distanziate in frequenza. In altre parole la ionosfera passa il segnale della stazione "B" con una energia che varia al passo con la modulazione (voce, ecc.) della stazione "A". Questo livello di rimodulazione del segnale della stazione "B" è, di solito, solo una piccola percentuale ma è sufficiente a rendere udibili entrambe le stazioni. L'interferenza (cioè entrambe le stazioni ricevute simultaneamente) scompare nello stesso modo in cui il ricevitore è sintonizzato leggermente distante dalla frequenza di "B".